# Joris Vermassen
Joris Vermassen (1964) is een Belgische beeldend kunstenaar en striptekenaar. 
Voor een deel van zijn werk gebruikt hij het pseudoniem Fritz Van den Heuvel.
Hij publiceerde onder andere in Humo, De Standaard en Knack. Hij pionierde vanaf 1992 in de Vlaamse comedy. In 2007 verliet hij het podium om zich te wijden aan tekenen, schrijven en beeldende kunst. Hij schreef columns voor het kunstmagazine H Art. In 2014 verscheen de bekroonde beeldroman Het Zotte Geweld. In 2016 behaalde hij een doctoraat in de kunsten. Sindsdien is hij actief als beeldend kunstenaar. 
Joris Vermassen geeft les aan de School of Arts, Hogeschool Gent, .
In 2018 verscheen zijn non-fictieboek, Heilige Tekst, Goddeloos Beeld: een gespannen relatie[dode link].

## Beeldende kunst
Een doctoraat in de kunsten (2010-2016) leidde Joris Vermassen naar nieuwe vormen van beeldverhaal. 
- 2013: Poppositions (groepstentoonstelling)]
- 2015: Land van Garage (groepstentoonstelling)
- 2015: Wild Grid (groepstentoonstelling)
- 2016: Buiten Boord (groepstentoonstelling)
- 2016: Alice en Louis ( doctoraat in de kunsten)
- 2017: No Comment (groepstentoonstelling)
- 2019: Bloed, een beeldverhaal (solotentoonstelling), Galerie D'Appostrof, Deinze
- 2021: The Suspension of Disbelief  (solotentoonstelling), CBK Zeeland, Middelburg
- 2023: Kunstenfestival Watou (groepstentoonstelling)

## Stripverhalen (Fritz Van den Heuvel)
- 1989: De Verdwenen Stembanden; voorpublicatie Humo, uitgegeven bij Dedalus
- 1990: Het Valse kunstgebit; voorpublicatie Humo, uitgegeven bij De Schaar in 1993, ook gepubliceerd in De Groene Amsterdammer (Nederland)
- 1991: Operatie Vrouwenhart; voorpublicatie Humo, uitgegeven bij De Schaar
- 1992: De Criminele Coverdief; Losse verhalen, verschenen in Humo, gebundeld bij De Schaar (nominatie Beste buitenlandse album, stripfestival van Breda)
- 1993: Het Laatste Einde; voorpublicatie Humo, uitgegeven bij de Schaar
- 1994: De Vermaledijde Daders; voorpublicatie Humo, uitgegeven bij De Schaar
- 2015: Saaie Boel Hier (cartoons); Uitgeverij Vrijdag
- Scenario's voor De Bamburgers (tekeningen Simon Spruyt):
  - 2006: De Bamburgers 1, Nationale Feestdag; Uitgegeven bij Silvester (Stripschappenning Beste Album Jeugd 2006)
  - 2008: De Bamburgers 2, Koning Leo; Uitgegeven bij Silvester
  - 2012: De Bamburgers 3, Rust en Vrede; Uitgegeven bij Silvester

## Graphic novels (Joris Vermassen)
- 2014: Het Zotte Geweld (beeldroman); Uitgeverij Vrijdag
- 2018: Mad with Joy (Engelse uitgave Het Zotte Geweld, Fanfare Presents)

## Non-fictie
- 2018: Heilige Tekst, Goddeloos Beeld: een gespannen relatie (Uitgeverij Vrijdag)

## Radio en televisie
Joris Vermassen werkte als Fritz Van den Heuvel mee aan diverse programma's achter en voor de schermen.
- Lava (televisieprogramma) (TV1, 1989-1990); Morgen Maandag (TV1, 1993); Het Vrije Westen (Radio 1, 1995-1997); De Nieuwe Wereld, Het Nieuwewereldorkest (Radio 1, 1998-2004), Brussel Nieuwsstraat (TV1, 2000); De Rechtvaardige Rechters (Radio 1, 2000) Het Reyerscomplex (Radio1 2004-2006, satirisch weekoverzicht, teksten en presentatie samen met Bert Kruismans)

## Comedy
- 1994: jury- en publieksprijs Humorologieconcours, Marke.
- Actief in de comedyscene vanaf 1992. In 2007 hing Fritz de gitaar en microfoon aan de wilgen om zich volledig te wijden aan tekenen, schrijven en beeldende kunst.